# Corsair International

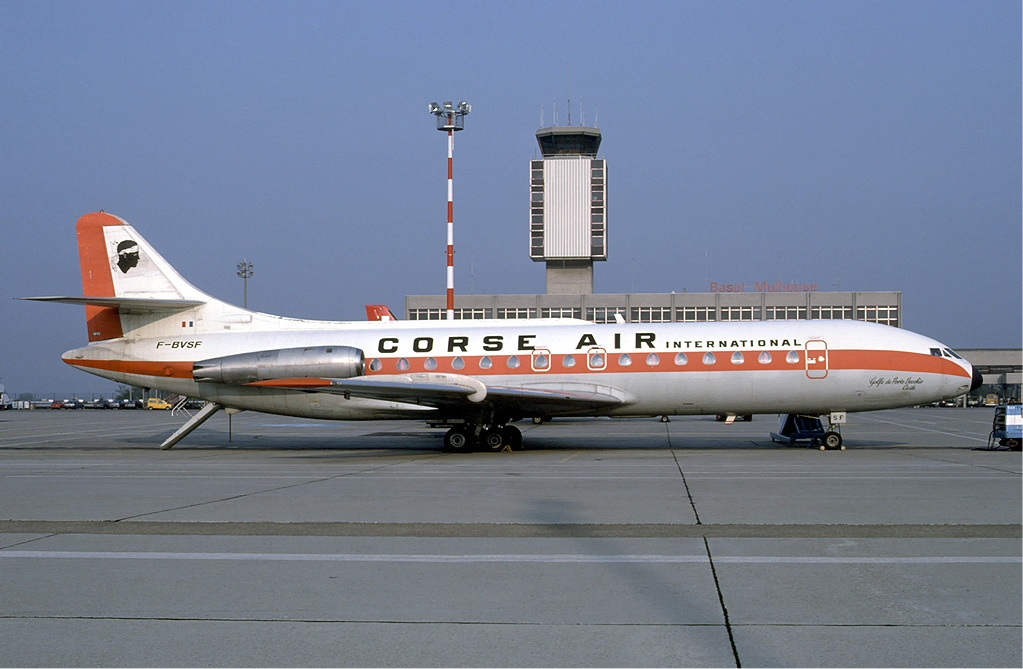
Sud Aviation Caravelle авіакомпанії Corsair у заході на посадку в аеропорту Базель/Мюлуз, жовтень 1985 року

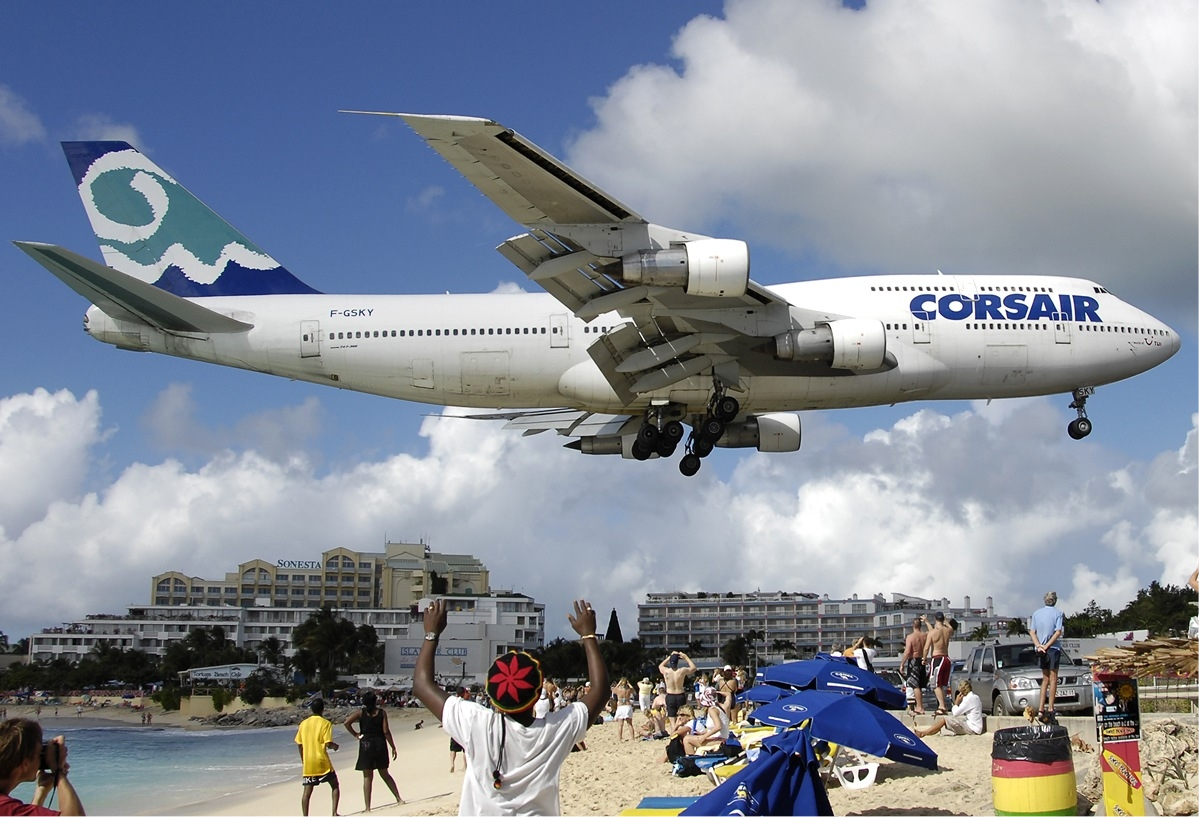
Боїнг 747-300 авіакомпанії Corsair у заході на посадку в аеропорту принцеси Юліани (Сінт-Мартен), 2007 рік

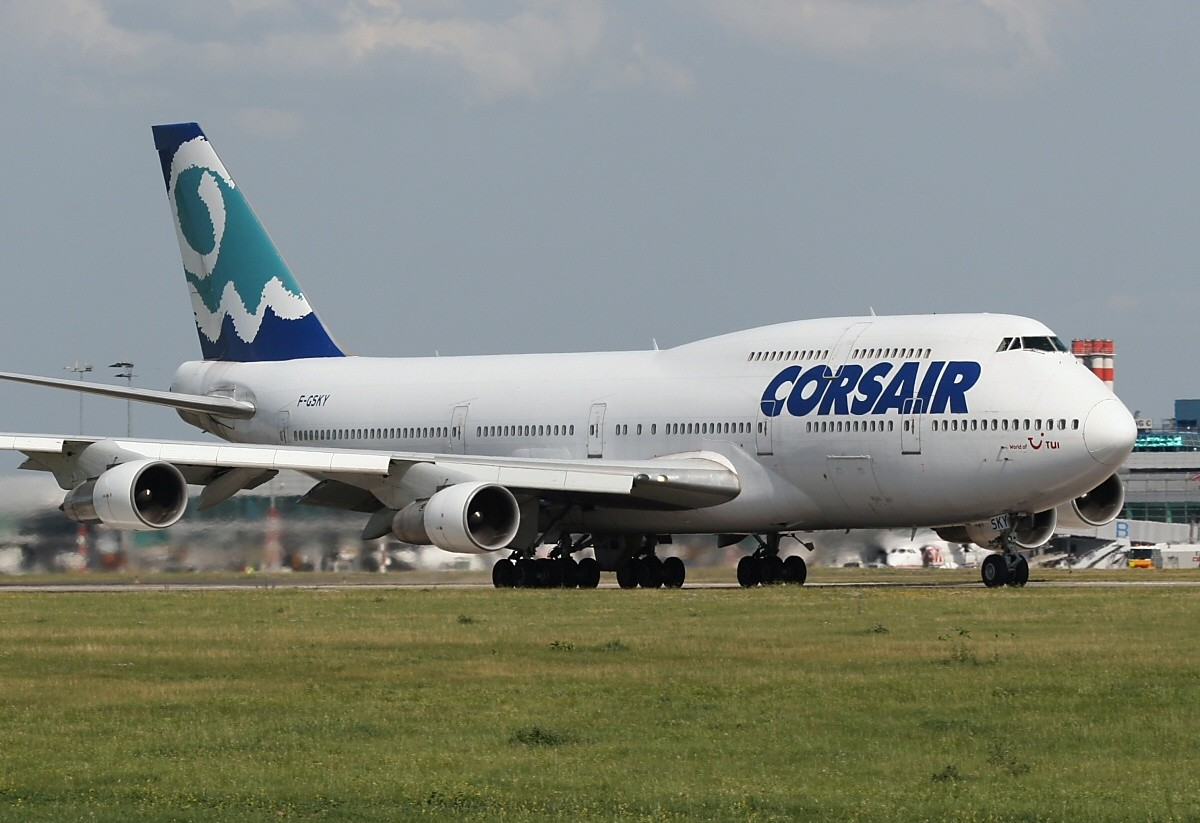
Boeing 747-312 авіакомпанії Corsair (реєстраційний F-GSKY) в празькому аеропорту Рузине

Corsair International (раніше Corsairfly) — французька авіакомпанія зі штаб-квартирою в місті Ренжи, друга після Air France компанія країни за обсягом перевезених пасажирів в рік.
Corsair International працює у сфері регулярних і чартерних міжнародних перевезень, у сукупності виконуючи рейси з 62 аеропортів в Європі, Заморських володіннях Франції, Африці і Північній Америці. Штаб-квартирою авіакомпанії, її портом приписки і головним транзитним вузлом (хабом) є паризький аеропорт Орлі.

## Історія
Авіакомпанія Corse Air International була заснована бізнесменами корсиканської родини Россі на початку 1981 року і почала операційну діяльність 17 травня того ж року. У 1990 році компанія була викуплена французьким туристичним оператором «Nouvelles Frontières», після чого змінила власну назву на Corsair. В наступному році авіакомпанія отримала офіційний дозвіл на здійснення пасажирських перевезень з використанням широкофюзеляжних літаків.
У 2000 році один з найбільших у світі туроператорів TUI AG придбав французьку компанію «Nouvelles Frontières» разом з інфраструктурою авіаперевізника Corsair. У 2004 році всі літаки авіакомпанії були перефарбовані в корпоративні кольори TUI (фюзеляж синього кольору з логотипом TUI), а в кінці 2005 року туроператор ухвалив рішення перейменувати всі дочірні авіакомпанії «TUIfly». На проміжному етапі компанія Corsair черговий раз змінила офіційну назву на Corsairfly, подальший ребрендинг перевізника в силу різних причин поки що не реалізовано.
На початку 2008 року керівництво авіакомпанії оголосило про плани з розширення маршрутної мережі середньомагістральних напрямків в аеропорти Середземномор'я і відновлення далекомагістральних маршрутів у Канаду і Сполучені Штати (в тому числі і в рамках партнерських відносин з Air Canada), які обслуговувалися Corsair ще в 1990-х роках. У червні 2010 року компанія ввела регулярний рейс в Маямі, однак була змушена відмовитися від інших планів у зв'язку з кардинальними змінами в стратегії розвитку авіакомпанії.

## Маршрутна мережа
Більшість регулярних та чартерних рейсів авіакомпанія Corsair International виконує з власного хаба в паризькому аеропорту Орлі, частина маршрутів обслуговується з аеропортів Ліона, Марселя і Тулузи.

## Флот
Флот Corsair International складається з 7 літаків:
Corsair International є одним зі світових рекордсменів за місткості пасажирських салонів літаків Boeing 747-400, компонування яких вміщує 587 місць — більше, ніж навіть у лайнерів Airbus A380 в стандартній трикласній конфігурації.

## Галерея фотографій

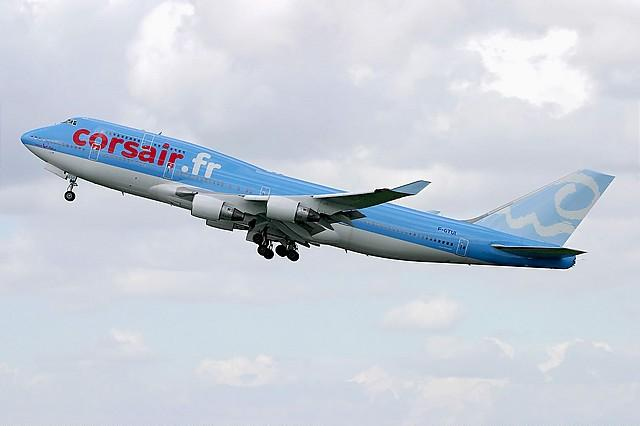
Boeing 747-400 F-GTUI (нова лівреї)
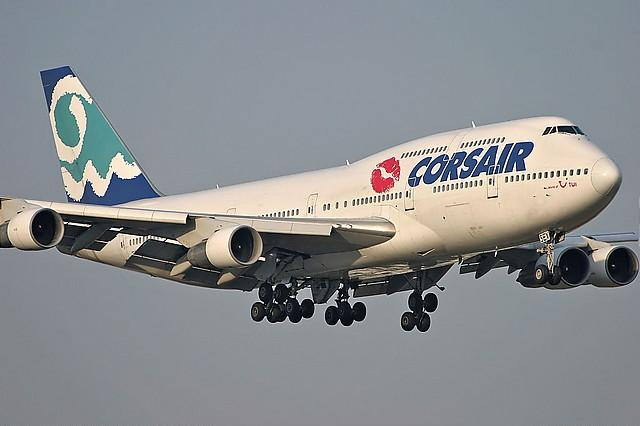
Боїнг 747-300 F-GSEX (колишня лівреї)
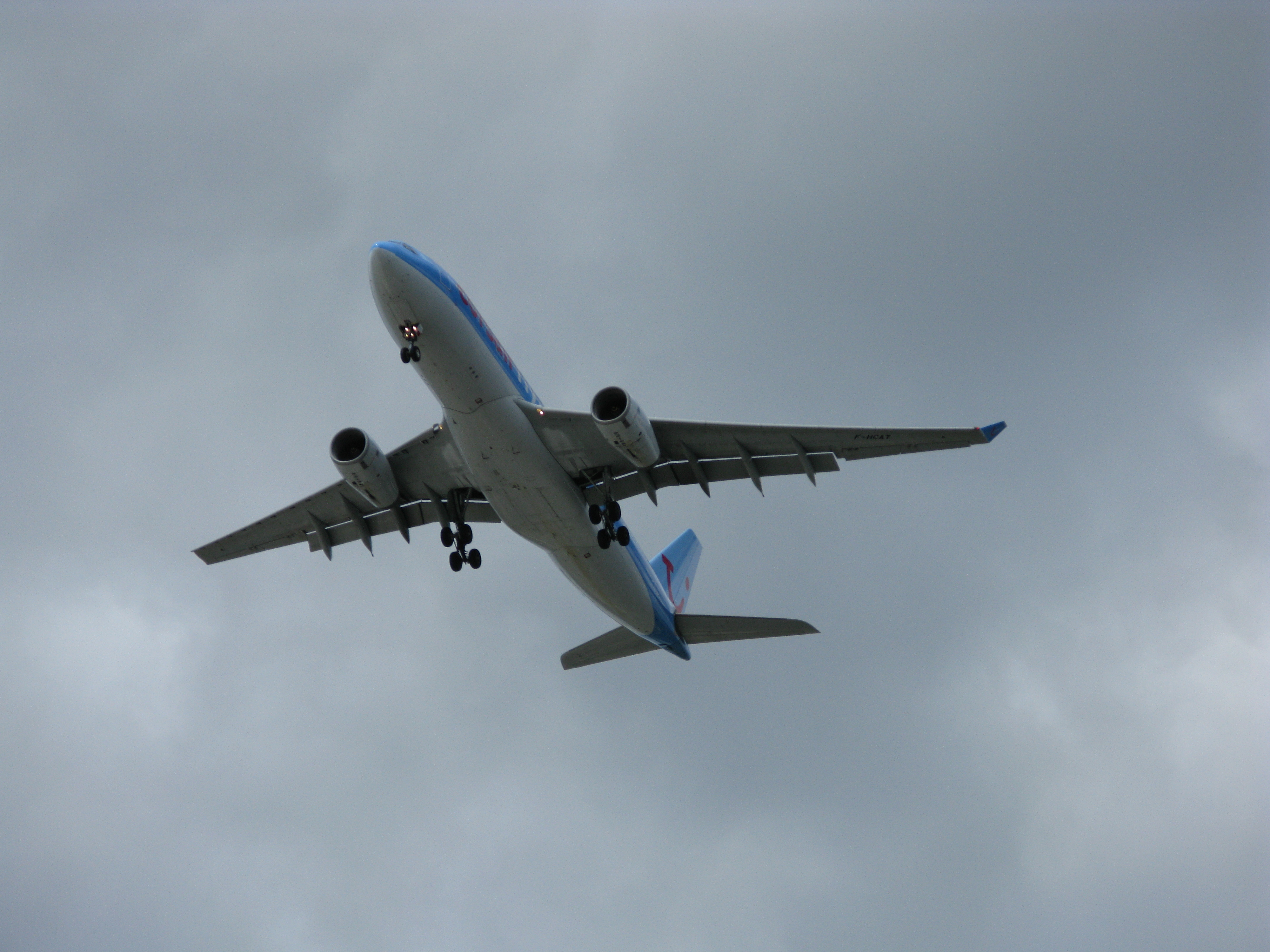
Airbus A330-200 F-HCAT
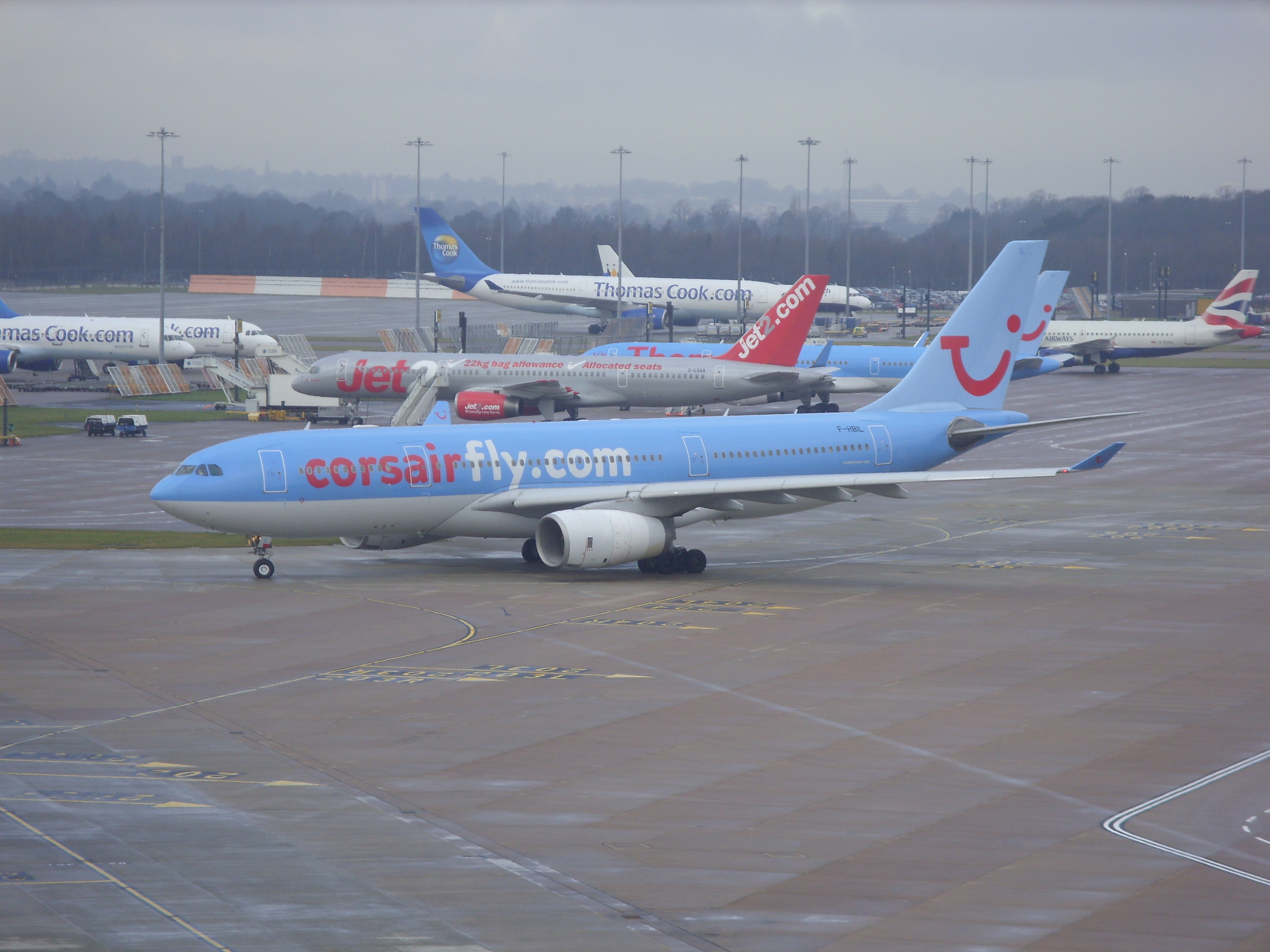
Airbus A330-200 F-HBIL